# 平泉バイパス
- 日本の道路 > 一般国道 > 国道4号 > 平泉バイパス

平泉バイパス（ひらいずみバイパス）は、国道4号のバイパス道路である。

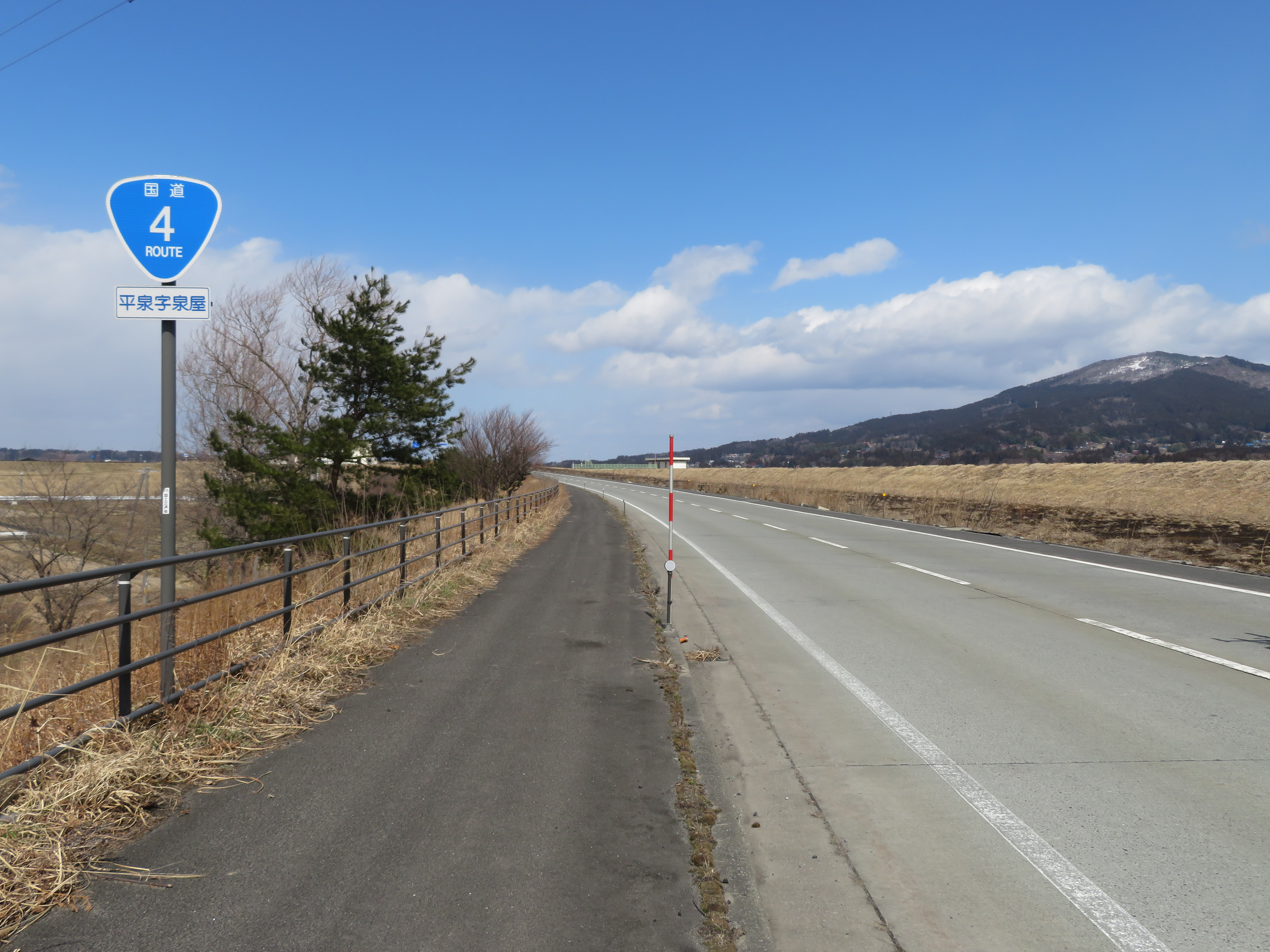
岩手県西磐井郡平泉町平泉字泉屋付近

## 概要

### 道路諸元

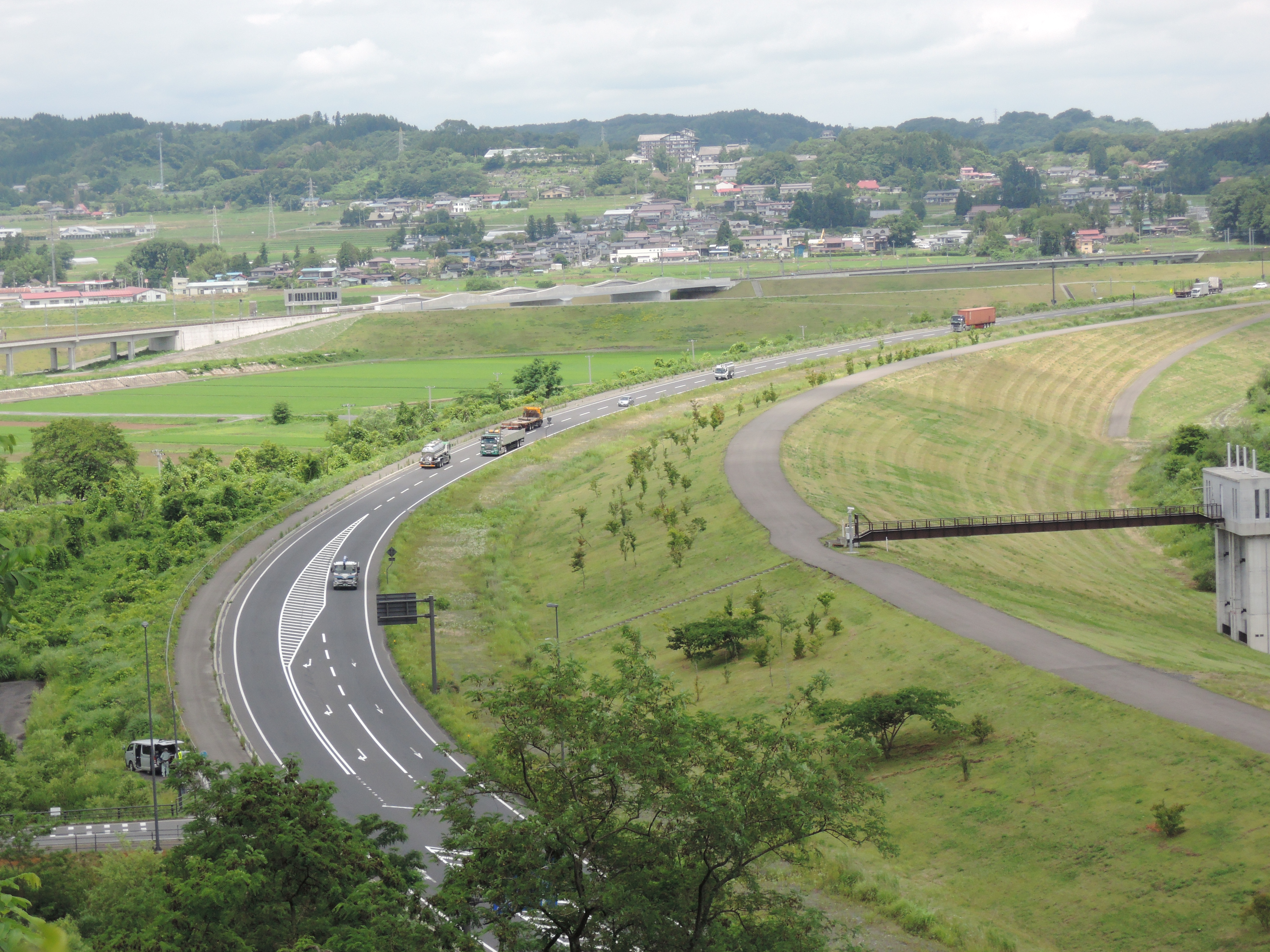
平泉バイパス（岩手県平泉町高館から撮影）

- 起点 : 西磐井郡平泉町平泉字高田（スーパーセンター平泉前）
- 終点 : 西磐井郡平泉町平泉字森下（岩手県道37号花巻平泉線、岩手県道237号長坂束稲前沢線との交点）
- 延長 : 5.8km
- 規格 : 第3種第1級
- 幅員
  - 26.0(25.0)m（車道3.5m×4車線、路肩1.5m×両側、歩道3.5(3.0)m×両側）
  - 13.5(13.0)m（車道3.5m×暫定2車線、路肩1.5m×片側、歩道3.5(3.0)m×片側）

### 概説
平泉町内を通る国道4号（現道）は旧規格の2車線で歩道が狭く、特に春と秋の藤原まつり開催時は交通規制が行われるため大渋滞が起きる。このため迂回路として1981年からバイパス事業が進められ1984年9月に着工、1999年11月に南半分を暫定2車線で供用開始している（交差する道路の高舘橋も架け替え）。また北半分は柳之御所遺跡の世界遺産登録に伴う調査のためルート変更を余儀なくされ、北上川ギリギリに沿う形となった（川の筋も同時に一部変更）。当初2007年度に2車線供用（暫定）予定だったのが1年ずれ込み、2008年8月5日14時に全線開通した。
この延期について、国土交通省側は大雨等による工事の遅れと予算不足が原因と説明しているが、一部には民主党がガソリン税の暫定税率廃止を訴えていることに対する意趣返しとして国交省側が小沢一郎代表の中選挙区時代の地元での工事をストップさせていたとする見方もある。
北半分は世界遺産に登録された平泉史跡群を構成する「柳之御所遺跡」の景観を保護する観点から、バイパスを走行する車両が遺跡公園から極力見えないよう、道路両側に盛土をして切り通し（半地下）状態とした。さらに信号機も当バイパス全区間において濃い茶色のデザインアームLED式を採用し、制御線も全て地中配線している。
なお案内標識の国道4号アイコンは当BP側にのみ表記され、旧道側に国道アイコンはバイパス全通当初から表記されていない。のちに旧道区間は2015年4月1日付けで国道指定より外され、「岩手県道300号三日町瀬原線」へ移管された（平泉字瀬原T字路～当BP北口十字路間は「岩手県道37号花巻平泉線=宮城県道・岩手県道49号栗駒平泉線重複」へ変更）。

## 地理
- 東北本線
  - 平泉南跨線橋
- 太田川
  - 新太田川橋
- 衣川
  - 新衣川橋
なお衣川および北上川水害対策堤防および一関遊水池整備事業の一環として、国道4号（現：岩手県道300号三日町瀬原線）の衣川橋が嵩上げした新橋に架け替えられ、2007年10月21日8時に供用を開始した（旧橋は堤防整備に際して撤去）。同時に東北本線の衣川橋りょうも架け替え工事が行われ、2008年4月下旬に新橋へ切り替わった。
- 東北本線
  - 平泉北跨線橋

## 交差する道路
| 交差する道路                                       | 交差する場所     |
| -------------------------------------------------- | ---------------- |
| 国道4号 築館・一関方面                             |                  |
| 岩手県道260号一関平泉線 岩手県道300号三日町瀬原線  | 平泉バイパス南口 |
| 岩手県道206号相川平泉線 道の駅平泉                 | 柳之御所         |
| 岩手県道237号長坂束稲前沢線 岩手県道37号花巻平泉線 | 平泉バイパス北口 |
| 国道4号 盛岡・北上方面                             |                  |

## 交通量
2005年度（平成17年度道路交通センサスより）
平日24時間交通量（台）
- 西磐井郡平泉町祇園 : 20,486